# Tierpark Hellabrunn
A Tierpark Hellabrunn egy 40 hektáros állatkert  Németországban, Münchenben. A park egyik felét az Isar folyó határolja, a másik oldalát pedig München Thalkirchen városrésze. A bejárat közvetlenül az Isar egyik hídjánál található.

## Története
A Verein Zoologischer Garten München e.V. 1905 február 25-én találta meg a megfelelő helyet az új állatkert számára az Isar mellett. Emanuel von Seidl építész tervei alapján épült meg a park, majd 1911 augusztus 1-én nyílt meg a nagyközönség számára.
Az első világháború után csődbe ment, majd 1928-ban nyitott meg újra Heinz Heck vezetésével, Európa első geo-zoojaként.
A második világháború komoly károkat okozott a Tierparkban, de még 1945-ben ki tudott nyitni, a német állatkertek közül elsőként.
1981-ben nyitott meg a több, mint 5200 négyzetméteres, a legmagasabb ponton 18 m magas Nagyröpde, ahol főleg gázlómadarak láthatóak.

## Igazgatók
- Heinz Heck (1928. május 23. – 1969)
- Andreas Knieriem (2009. november – 2014. április 1.)
- Rasem Baban (2014. augusztus – )

## Gyűjtemény
Az állatkertben 451 gerinces faj tekinthető meg.